# Ахмад ибн Абу Дуад
Абу Абдуллах Ахмад ибн Абу Дуад аль-Ийяди (араб. أبو عبد الله أحمد بن أبي دؤاد الإيادي‎; 776/777, Киннасрин или Басра — 854, Багдад) — мутазилитский богослов, верховный судья (кади аль-кудат) Аббасидского халифата во времена правления халифов аль-Мутасима, аль-Васика и аль-Мутаваккиля. Инициатор гонений (михна) на ортодоксальных суннитских богословов за отказ признавать мутазилитскую доктрину о сотворённости Корана. К концу жизни впал в немилость халифа аль-Мутаваккиля и умер вскоре после смерти своего сына, которого до этого арестовали и конфисковали имущество.

## Биография
Ахмад ибн Абу Дуад родился в 160 году хиджры (776/777 год) в Басре (Ирак) или Киннасрине возле Алеппо. Он происходил из арабского племени ийяд. Его отца звали Фарадж, но он был известен как Абу Дуад и Ибн Кайяр. В юном возрасте отправился в Дамаск, где обучался фикху и каламу. Позднее переселился в Басру, где стал учеником мутазилита Абу-ль-Хузайла аль-Аллафа. В вопросах фикха Ахмад ибн Абу Дуад был сторонником школы Абу Ханифы.
В Басре Ахмад ибн Абу Дуад познакомился с судьёй Яхьей ибн Аксамом. В 204 году хиджры (819 год) он в составе делегации во главе с Яхьей ибн Аксамом отправился ко двору халифа в Багдад, где впечатлил аль-Мамуна своими ораторскими способностями и познаниями в науках. Со временем Ахмад ибн Абу Дуад стал приближённым халифа и убедил его перейти на сторону мутазилитов в вопросе о сотворённости Корана.
Ахмад ибн Абу Дуад сохранил своё положение и во время правления аль-Мутасима, который сделал его верховным судьёй, сместив Яхью ибн Аксама с должности. На этой должности он уговорил халифа начать преследование тех богословов, которые не признавали доктрину мутазилитов о сотворённости Корана. Ахмад ибн Ханбаль был посажен в тюрьму. В месяц рамадан 220 года хиджры (сентябрь 835 года) Ахмад ибн Абу Дуад провёл диспут с ним в присутствии аль-Мутасима. В попытке дискредитировать Ахмада ибн Ханбаля, Ахмад ибн Абу Дуад рассказал халифу, что он говорит о возможности увидеть Аллаха в загробной жизни. Ахмад ибн Абу Дуад аргументировал тем, глаза человека могут видеть только «ограниченные» тела, а у Аллаха нет границ. Когда аль-Мутасим спросил об этом Ахмада ибн Ханбаля, последний процитировал хадис ар-руйа («хадис о видении») с полной цепочкой передатчиков (иснад). Услышавший этот хадис Ахмад ибн Абу Дуад сказал, что нужно проверить иснад этого хадиса и ушёл искать Али ибн аль-Мадини на улицах Багдада. Верховный судья принялся расспрашивать прославленного хадисоведа об иснаде, попутно одаряя крупной суммой денег и другими подарками. Али ибн аль-Мадини вначале сказал, что это достоверный хадис и нет ничего дискредитирующего его, но в конце концов всё-таки сообщил Ахмаду ибн Абу Дуаду, что в иснаде есть бедуин по имени Кайс ибн Абу Хазим, который вёл себя недостойно. Услышав это Ахмад ибн Абу Дуад расцеловал Али ибн аль-Мадини и на следующий день вновь вступил в диспут с Ахмадом ибн Ханбалем, указывая на «недостоверность» хадиса о видении Аллаха. После этого диспута Ахмад ибн Ханбаль был вновь отправлен под стражу.
После смерти аль-Мутасима он стал приближённым следующего халифа аль-Васика. Во время разногласий Ахмада ибн Абу Дуада с визирем Ибн аз-Зайятом халиф всегда вставал на сторону первого. Когда после смерти аль-Васика в 847 году его сменил аль-Мутаваккиль, Ахмад ибн Абу Дуад приложил все усилия, чтобы доказать ему свою лояльность. В день коронации нового халифа верховный судья одел на аль-Мутаваккиля церемониальную одежду чёрного цвета и тюрбан, усадил на трон, поцеловал между глаз и провозгласил его «повелителем правоверных».
В месяц джумада ас-сани 233 года хиджры (январь 848 года) Ахмад ибн Абу Дуад был парализован и на посту верховного судьи его сменил сын Абу-ль-Валид Мухаммад. Халиф аль-Мутаваккиль, запретивший обсуждение вопроса о сотворённости Корана, оборвал все связи с Ахмадом ибн Абу Дуадом и его сыном. В 237 году хиджры (851 год) Абу-ль-Валид Мухаммад был снят с должности и арестован, а его имущество было конфисковано. Тем самым михна была окончательно закончена. Позже Абу-ль-Валида освободили из-под стражи за выкуп и он умер в месяц зу-ль-када 239 года хиджры (апрель 854 года). Сам Ахмад ибн Абу Дуад скончался в месяц мухаррам 240 года хиджры (июнь 854 года) и был похоронен в своём доме в Багдаде.